# Sam Vesty

a Compétitions nationales et continentales officielles uniquement.

b Matchs officiels uniquement.
Dernière mise à jour le 9 avril 2023.
Samuel Brook Vesty, est né le 26 novembre 1981 à Coventry (Angleterre). C’est un joueur de rugby à XV évoluant au poste d'arrière même s'il peut jouer à tous les postes des trois-quarts (1,83 m et 92 kg).

## Carrière
Il joue avec les Leicester Tigers en coupe d'Europe et dans le championnat d'Angleterre entre 2002 et 2010.
Il a été sélectionné dans les équipes de jeunes d'Angleterre et en Angleterre A. En 2009, il obtient deux sélections en équipe d'Angleterre à l'occasion d'une double confrontation avec l'équipe d'Argentine,.
En 2010, il s'engage avec Bath Rugby, avec qui il joue jusqu'à la fin de sa carrière de joueur en 2013,.
Peu après sa retraite de joueur, il rejoint les Worcester Warriors en tant qu'entraîneur au sein de l'Academy (centre de formation), avant de devenir l'entraîneur des trois-quarts de l'équipe professionnelle en 2015,.
En 2018, il rejoint les Northampton Saints en tant qu'entraîneur adjoint spécialiste de l'attaque. Au début de la saison 2022-2023, il promu comme entraîneur principal.

## Palmarès

### Joueur
- Vainqueur du Championnat d'Angleterre : 2007, 2009
- Vainqueur de la Coupe d'Angleterre : 2007
- Finaliste de la Coupe d'Europe (2) : 2007, 2009

### Entraîneur
- Vainqueur de la Premiership Rugby Cup 2019